# Peter Atkinson (Fußballspieler, 1949)
Peter Atkinson (* 14. Dezember 1949 in Gainsborough) ist ein ehemaliger englischer Fußballspieler.

## Karriere
Atkinson kam 1969 zum Drittligisten Rotherham United und bestritt in der Frühphase der Saison 1969/70 drei Ligaspiele für Rotherham, die aber allesamt in Niederlagen endeten. Von 1970 bis November 1974 spielte er zumeist als rechter Verteidiger in 175 Pflichtspielen (1 Tor) für Ilkeston Town in der Midland League (1970/71, 1973–1974) und in der Southern League (1971–1973).